# Les Conquérants (poème)
Pour les articles homonymes, voir Les Conquérants.

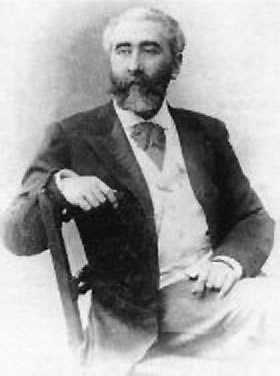
José-Maria de Heredia

Les Conquérants est un des plus célèbres sonnets de José-Maria de Heredia, paru dans Les Trophées en 1893. Il est considéré comme l'incarnation du mouvement parnassien, qui se recentre sur l'art en réaction au lyrisme romantique.

## Texte du poème
Comme un vol de gerfauts hors du charnier natal

Fatigués de porter leurs misères hautaines,

De Palos de Moguer, routiers et capitaines

Partaient, ivres d’un rêve héroïque et brutal.

Ils allaient conquérir le fabuleux métal

Que Cipango mûrit dans ses mines lointaines,

Et les vents alizés inclinaient leurs antennes

Aux bords mystérieux du monde Occidental.

Chaque soir, espérant des lendemains épiques,

L'azur phosphorescent de la mer des Tropiques

Enchantait leur sommeil d'un mirage doré ;

Ou, penchés à l'avant des blanches caravelles,

Ils regardaient monter en un ciel ignoré

Du fond de l'Océan des étoiles nouvelles.

## Analyse

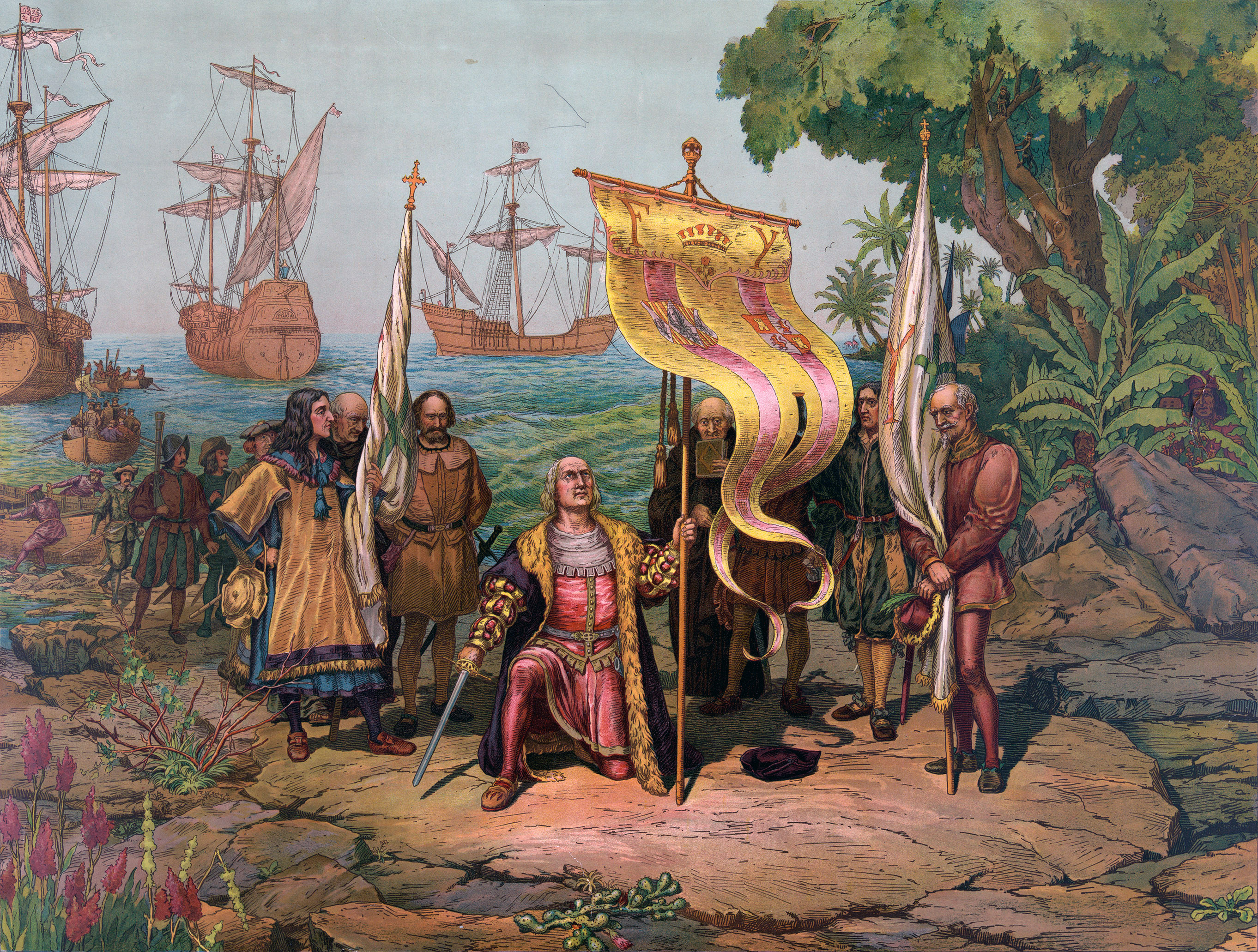
Arrivée de Christophe Colomb en Amérique,
L. Prang & Co, Boston

Le sujet du poème se base sur l'histoire des conquistadors (mot espagnol signifiant « conquérants » ) et particulièrement sur Christophe Colomb, le premier parmi tant d'autres, au travers d'une courte évocation épique (l'auteur étant d'origine cubaine), composée en quatorze alexandrins, sous une forme très classique (ABBA ABBA CCD EDE). 
Ce sonnet est tiré de l'unique recueil publié par l'auteur et intitulé Les Trophées dont il constitue une des sept parties auxquelles seront ajoutés d'autres poèmes lors d'éditions posthumes.
Certains mots utilisés dans cette ode sont assez peu employés dans le langage courant :
- le terme de « gerfaut » désigne le faucon gerfaut, le plus grand du genre des Faucons[4].
- le nom de « Palos de Moguer » désigne en fait le port espagnol de Palos de la Frontera ainsi que la ville voisine Moguer, d'où est parti Christophe Colomb en août 1492, avec ses trois caravelles et qui entraînera la découverte du continent américain par les européens.
- la caravelle est un navire à voiles à hauts bords inventé par les Portugais au début du XVe siècle. C'est le type de navire utilisé par Christophe Colomb car parfaitement adapté à la haute mer.
- le nom de « Cipango » désigne le nom chinois du Japon que Christophe Colomb pensait pouvoir découvrir par l'ouest (d'ou la référence aux « bords mystérieux du monde occidental »), alors qu'il ne fit qu'accoster à Cuba[5]

## Postérité
Cette œuvre de José Maria de Heredia a été mise en musique par le compositeur Fernand Boutrolle et dont le livret fut distribué par l'éditeur Paul Girod en 1917, au prix de 1 franc 50.
Ce sonnet est une des œuvres préférées de l'écrivain français Jean Giono qui cite dans deux de ses textes, le toponyme de Palos de Moguer, évoqué dans le troisième alexandrin.
En France, ce poème est souvent proposé comme œuvre à commenter et analyser par les candidats, lors de l'épreuve du baccalauréat .
William Marx, directeur de la chaire de Littérature Comparée au Collège de France, ouvrira sa leçon inaugurale en 2019 par la déclamation et l'étude de ce poème. Avec lui, il introduira un cycle de cours reprenant les derniers mots de ce poème : « La bibliothèque des étoiles nouvelles. »
Serge Gainsbourg s'est inspiré de ce texte pour Cargo Culte, chanson clôturant son album Histoire de Melody Nelson